# دادخواهان سلامت
دادخواهان سلامت، فعالان مدنی و وکلای دادگستری هستند که به دلیل اعتراض به ممنوعیت خرید واکسن کووید ۱۹ و کوتاهی در خرید به موقع این واکسن، در اسفند ۱۴۰۰ از سید علی خامنه‌ای، رهبر جمهوری اسلامی، حسن روحانی، رئیس‌جمهور پیشین و اعضای ستاد ملی مقابله با کرونا شکایت کردند. این افراد پس از آن با اتهامات امنیتی روبرو شده و بازداشت و محاکمه شدند.

## پیش‌زمینه
خامنه‌ای، در دی‌ماه ۱۳۹۹ واردات واکسن آمریکایی و انگلیسی را ممنوع و بر تولید واکسن داخلی تأکید کرد اما با بالا گرفتن بحران، کرونا را مسئله اول و فوری کشور خواند و خواستار تأمین واکسن به هر شکل ممکن شد. دستور منع خرید، تأخیر در خرید و واردات سایر واکسن‌های خارجی و ناتوانی «ستاد اجرایی فرمان امام» در تولید انبوه واکسن ایرانی، سبب شد که برنامه واکسیناسیون کووید-۱۹ در ایران با تأخیر و کندی مواجه شود و تعداد زیادی از مردم قربانی شوند.

## شکایت از مقامات
محمدرضا فقیهی و آرش کیخسروی، وکلای دادگستری، ۸ اسفند ۱۴۰۰، علیه خامنه‌ای، حسن روحانی و اعضای وقت ستاد ملی مقابله با کرونا اعلام جرم کردند. در شکوائیه ۲۲ صفحه‌ای آنها که در دستگاه قضایی به ثبت رسید، مقام‌های ارشد جمهوری اسلامی در جریان مدیریت کرونا در ایران به «تسبیب در قتل غیرعمد بیش از یک‌صد هزار نفر از مردم ایران و سوءاستفاده از مقام و قدرت و عدم اجرای قوانین مملکتی در روند مبارزه با ویروس کرونا» متهم شدند.

## دستگیری و دادگاه
در مهر ۱۴۰۰، مهدی محمودیان به همراه چند وکیل مطرح دادگستری از جمله آرش کیخسروی، مصطفی نیلی، محمدرضا فقیهی و مریم افرافراز به‌دلیل تلاش برای طرح شکایت از مقام‌های ایران به‌ویژه سید علی خامنه‌ای، در مورد سوءمدیریت کرونا و خودداری از امضای تعهدنامه مبنی‌بر عدم شکایت در این زمینه بازداشت شدند. جلسه رسیدگی به اتهامات این افراد در فروردین ۱۴۰۱ به‌صورت غیرعلنی برگزار شد. آن‌ها متهم به «تشکیل گروه معاند نظام به هدف برهم زدن امنیت» و همچنین «فعالیت تبلیغی علیه نظام» شدند.
جلسه رسیدگی به اتهامات دادخواهان سلامت، ۲۷ فروردین ۱۴۰۱، به‌صورت «غیرعلنی» در شعبه ۲۹ دادگاه انقلاب تهران برگزار شد. به گزارش ویدا ربانی، به دلیل غیرعلنی بودن دادگاه، تنها به خانواده این افراد اجازه حضور در جلسه داده شد.
بر اساس احکام صادره دادگاه انقلاب اسلامی، مهدی محمودیان به چهار سال حبس به اضافه دو سال محرومیت از فعالیت‌های رسانه‌ای، مصطفی نیلی به چهار سال حبس و دو سال محرومیت از فعالیت‌های رسانه‌ای و همچنین دو سال محرومیت از اشتغال به حرفه وکالت، آرش کیخسروی به دو سال حبس، یک سال محرومیت از وکالت و یک سال محرومیت از فعالیت رسانه‌ای، محمدرضا فقیهی به شش ماه حبس و مریم افرافراز به ۹۵ روز حبس محکوم شدند.
مریم افرافراز، در گفتگویی با وبگاه انصاف‌نیوز اعلام کرد در حین بازداشت «شکنجه سفید» شده‌است و بازجوها در بسیاری موارد با فشار و تلقین سعی کردند او را به پذیرفتن اتهامات ساختگی علیه خودش وادار کنند.